# Sgurgola
Sgurgola ist eine italienische Gemeinde in der Provinz Frosinone in der Region Latium mit 2361 Einwohnern (Stand 31. Dezember 2023). Sie liegt 70 km südöstlich von Rom und 25 km westlich von Frosinone.
Der Name Sgurgola kommt möglicherweise vom Langobardischen Ausdruck Sculca, der Wachtposten bedeutet.

## Geographie
Sgurgola liegt auf einer Anhöhe über dem Saccotal. Es wird vom steil aufragenden Monte Favitozzo (1283 m), der zu den Monti Lepini gehört, überragt. Es ist Mitglied der Comunità Montana Monti Lepini, Ausoni e Valliva.
Die Nachbarorte sind Anagni, Ferentino, Gorga (RM) und Morolo.

### Verkehr
Sgurgola liegt 12 km von der Autobahn A1 Autostrada del Sole, Ausfahrt Anagni, entfernt.
Mit dem Bahnhof Sgurgola, 4 km vom Ortszentrum entfernt, liegt der Ort an der Bahnstrecke Rom – Neapel.

## Geschichte
Der Legende nach soll das antike Sgurgola von Soldaten aus dem Sklavenheer des Spartacus gegründet worden sein, die nach der verlorenen Schlacht am Silarius 71 v. Chr., hierher geflohen waren.
Archäologisch sind allerdings nur verschiedene Villae Rusticae nachgewiesen. Die große, vielleicht kaiserliche, sogenannte Villa Magna wurde von Ricimer im 5. Jahrhundert zerstört.
Erstmals erwähnt wurde das Castrum Sculcule 1088, als es Papst Urban II. dem Bischof von Anagni unterstellte, der es wiederum den Conti di Ceccano als Lehen übergab. 1314 eroberte Pietro Caetani Sgurgola für seine Familie, in deren Besitz es bis 1484 blieb, als es Prospero Colonna einnahm. Die Colonna herrschten über Sgurgola bis 1818. 1870 wurde es Teil des Königreichs Italien. 1927 kam es von der Provinz Rom zur neu gegründeten Provinz Frosinone.
Nach Abwanderung der Bevölkerung in den Jahrzehnten nach dem Zweiten Weltkrieg, erlebte Sgurgola durch die aufkommende Industrialisierung des Saccotals wieder einen Aufschwung.

## Bevölkerungsentwicklung
| Jahr      | 1881 | 1901 | 1921 | 1936 | 1951 | 1971 | 1991 | 2001 |
| --------- | ---- | ---- | ---- | ---- | ---- | ---- | ---- | ---- |
| Einwohner | 2899 | 3592 | 4061 | 3856 | 3659 | 2625 | 2463 | 2556 |

Quelle: ISTAT

## Politik
Luciana Perfetti (PD) wurde im Juli 2007 zur Bürgermeisterin gewählt. Ihre linke Bürgerliste stellt 8 von 12 Gemeinderäten.